# Narashino (Chiba)
Narashino (習志野市 Narashino-shi?) es una ciudad localizada en Chiba, Japón.
A partir de 2006, la ciudad tiene una población de 158.782 y una densidad de 7564,6 personas por km². La superficie total es de 20,99 km².
La ciudad fue fundada el 1 de agosto de 1954.

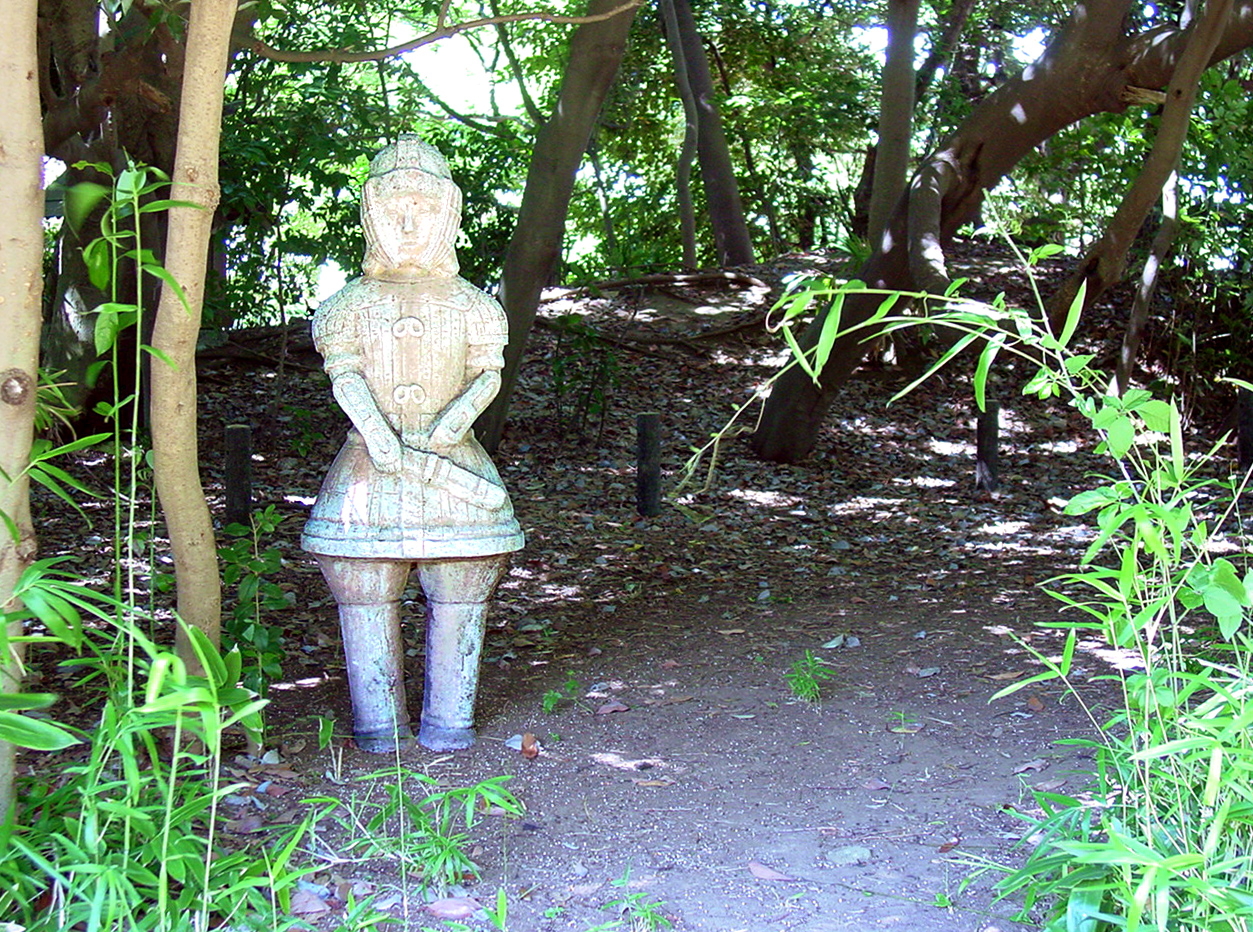
Tumba Saginuma.